# Грецький роман
Грецький роман — жанр грецької і римської літератури, що виник I—III ст. н. е., останній спалах еллінської літератури. За словами А. Ліски, на датування ніякого іншого жанру так не вплинули папірусні знахідки, як на датування роману. Справа в тому, що близько ста років дотримувалися думки XIX століття, що грецькі романи сходять до часу занепаду античності — до IV або V ст. н. е. Знайдені в останні десятиліття папіруси з уривками з романів змушують вчених змінити думку. Тепер вважається, що роман з'явився в III ст. до н. е. Античні вчені не дали цьому новому жанрові певного сталого найменування, називаючи його «оповіддю», «повістю», «оповіданням» і навіть «діянням» чи просто «книгою». Назва «роман» з'явилася значно пізніше, в часи розвинутого Середньовіччя, коли поширилася написана романською (а не латиною) мовою так звана «La come Romane» («романська казка», «романська оповідка»), тобто розповідь з обов'язковим любовним сюжетом. Згодом перша половина назви зникла, залишилася тільки друга — «роман». Власне, жанр роману зароджується ше в III—II ст. до н. е., але самі твори дійшли до нас лише у фрагментах чи свідченнях учених.  Деякі дослідники не вважають романами біографічні, історичні та подібні розповіді. На думку Б. Е. Перрі, романами варто було б вважати лише ті твори, які мають літературні та мистецькі цілі, а не твори з пропагандистськими або інформаційними установками. Вчений упевнений, що романом слід вважати довге прозаїчне оповідання, що доставляє читачам задоволення або спонукає їх духовно вдосконалюватися. Метою роману є він сам, тобто оповідь сама по собі, а не передача історичних, наукових чи філософських знань. Це розповідь про події з життя та особистого досвіду одного або декількох людей, забарвлених їх інтересами і почуттями.

## Різновиди романів
За тематикою античні романи зазвичай групують таким чином:
1. історичні;
2. міфологічні;
3. шляхові;
4. утопічні;
5. любовні та пригодницькі;
6. християнські;
7. біографічні;
8. комічні і сатиричні.

5 збережених грецьких романів: «Повість про любов Херея і Каллірої» Харитона Афродісійського (II століття); «Повість про Габрокому і Антію» Ксенофонта Ефеського (II століття); «Левкіппа і Клітофонт» Ахілла Татія (II століття); «Дафніс і Хлоя» Лонга (II століття); «Ефіопіка» Геліодора (III-IV століття). Крім цього відомий один неканонічний грецький роман, «Климентини» (III ст.), Твір давньохристиянської літератури на типову тематику розлуки і з'єднання родини.
Два романи збереглися в переказах: «Вавілоніка» Ямвліха (II століття) і «Неймовірні пригоди з іншого боку Тули» Антонія Діогена (II століття).
З кінця XIX століття в різних районах Єгипту було знайдено близько десяти фрагментів на папірусах, що відносяться до відомих і невідомих романів, в тому числі уривки так званого «Романа про Ніну» (I століття до н. Е.), Про царівну Хіонії (I- II ст. н. е.), про Герпілліде (початок II століття н. е.), про Метіохе і Партенопе і фрагменти про Каллігоне (II століття н. е.).  Особливе значення мають фрагменти «фінікійської повісті» Лолліана, романів про Йолана, Давлісе і Тінуфісе: за своєю тематикою вони ближчі не до грецького «любовного» роману, а до римського «сатиричного».
Деякі дослідники не вважають романами біографічні, історичні та подібні розповіді. На думку Б. Е. Перрі, романами варто було б вважати лише ті твори, які мають літературні та мистецькі цілі, а не твори з пропагандистськими або інформаційними установками. Вчений упевнений, що романом слід вважати довге прозаїчне оповідання, що доставляє читачам задоволення або спонукає їх духовно вдосконалюватися. Метою роману є він сам, тобто оповідь сама по собі, а не передача історичних, наукових чи філософських знань. Це розповідь про події з життя та особистого досвіду одного або декількох людей, забарвлених їх інтересами і почуттями.